# Recualificación
No debe confundirse con Recalificación

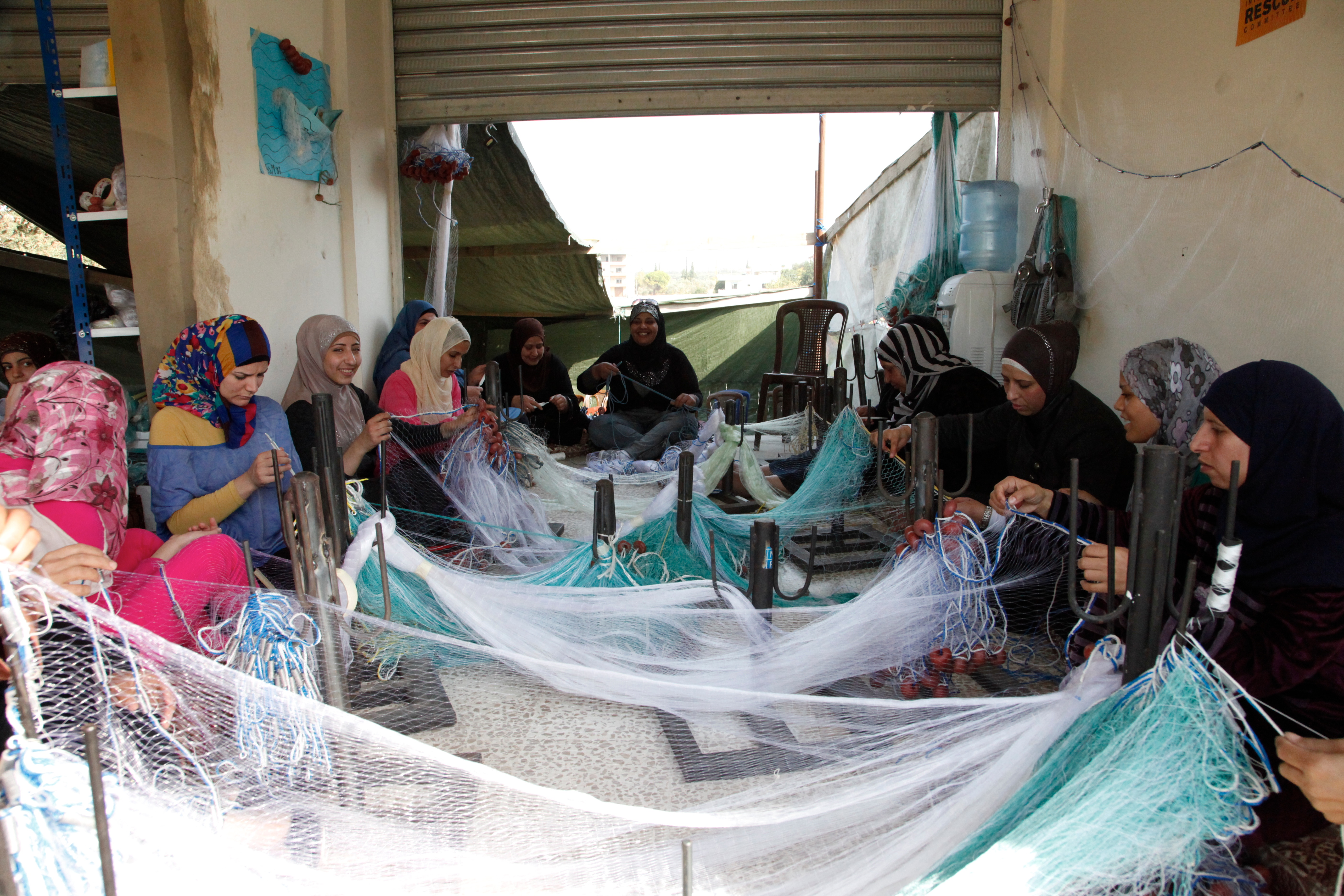
A estos refugiados sirios y a las mujeres libanesas locales se les está recualificando para fabricar redes de pesca.

La recualificación, reciclaje laboral o reciclaje profesional (en inglés retraining, refresher training, upskilling o reskilling) es formar a personas trabajadoras cuyas habilidades han visto disminuida su demanda en otras habilidades que están siendo más demandadas o se prevé que vayan a serlo. Un concepto análogo es la formación de oferta. La recualificación también puede consistir en refrescar una habilidad que se conocía, pero que, por las razones que sean, se ha dejado de ejercitar. Recualificar y recualificación se usan habitualmente en español, pero en 2025 todavía son palabras no admitidas por la RAE. 
Es necesaria una recualificación periódica de la fuerza laboral para evitar la obsolescencia del personal debida a los cambios tecnológicos y a que la mayoría de las personas olvidan lo que no practican. Este curso de instrucción, generalmente de corta duración, servirá para que el personal recuerde lo previamente aprendido, o para actualizar sus conocimientos o habilidades. También se puede realizar una nueva capacitación (repetición de una capacitación realizada anteriormente) para un empleado cuando sus respuestas a un cuestionario de capacidades muestren que la necesita.

## Métodos
Las formas habituales de mejora de habilidades o reciclaje profesional incluyen la inscripción en recursos educativos en línea, la asistencia a programas de Formación profesional, la formación en el puesto de trabajo, sistemas de tutoría inteligente o la obtención de certificaciones profesionales. Todos estos métodos consiguen el desarrollo profesional. 

## Posibles candidatos
A menudo se piensa que la necesidad de reciclar a los trabajadores se aplica a los miembros mayores de la fuerza laboral, muchos de los cuales vieron desaparecer sus ocupaciones y perder el valor de sus habilidades a medida que la tecnología, la subcontratación y una economía débil se combinaron para erosionar su capacidad de ganarse la vida. Si bien los estadounidenses de mayor edad no enfrentan una tasa de desempleo tan alta como la de los adolescentes y adultos jóvenes del país, cuando pierden su trabajo permanecen desempleados durante más del doble de tiempo que los adolescentes. 
Si bien el estereotipo considera a los trabajadores de mayor edad los más necesitados de recualificación, los jóvenes en Estados Unidos, en la OCDE y en África sufren el mismo problemaː la significativa diferencia entre las habilidades que poseen y las que los empleadores buscan, lo que disminuye sus perspectivas de empleo (ver Empleabilidad). 
Actualmente, en Estados Unidos, la psicología, la historia y las artes escénicas representan el 22 % de los títulos universitarios obtenidos. Sin embargo, la demanda de empleados cualificados se concentra en las áreas de tecnología e ingeniería, que actualmente solo ascienden al 5 % de los títulos otorgados. «Tanto en Gran Bretaña como en Estados Unidos, a muchas personas con costosos títulos en humanidades les resulta imposible conseguir empleos decentes», informa The Economist en su número del 27 de abril de 2013, y añade que en el norte de África los solicitantes de empleo con título universitario se enfrentan a un nivel de desempleo que es el doble que el de los candidatos sin título (esto es un caso de sobrecualificación).
Si bien la ansiedad tecnológica y el nerviosismo por aprender nuevos procesos y adquirir nuevas habilidades han afectado a los trabajadores de mayor edad, los solicitantes de empleo más jóvenes también enfrentan un déficit de “habilidades blandas aplicadas”, como ética del trabajo, habilidades sociales, liderazgo y habilidades de comunicación.

## Relación con políticas económicas y de empleo
La necesidad de una mayor colaboración y transferencia de información entre instituciones de educación superior resulta esencial para reducir la llamada "brecha de habilidades" (skill gap, que en realidad es una forma indirecta de denominar la escasez de trabajadores), tanto para las personas mayores como para los jóvenes. Desde el punto de vista de los empleadores pueden ayudar las pasantías ampliadas, los programas de reingreso y la capacitación posterior a la contratación. Por parte de los educadores, una capacitación técnica mejorada ayudará a cerrar la brecha. El Informe sobre el desarrollo mundial 2019 del Banco Mundial sobre el futuro del trabajo explica que las oportunidades de aprendizaje flexibles en las universidades y los programas de aprendizaje para adultos que permiten a los trabajadores capacitarse y recualificarse son vitales para que los mercados laborales se ajusten al futuro del trabajo.
Existe cierta controversia en torno al uso de la capacitación para compensar los cambios económicos causados por el libre comercio y la automatización. Por ejemplo, la mayoría de los estudios muestran que los trabajadores de fábrica desplazados en los Estados Unidos en promedio tienen salarios más bajos después de capacitarse en otros puestos cuando una fábrica cierra debido a la deslocalización. Un problema similar rodea el paso de empleos técnicos a empleos de enlace (tipo coordinador) debido a la subcontratación en el extranjero. Estos cambios también pueden favorecer a ciertos tipos de personalidad sobre otros, debido a las cambiantes tareas y habilidades requeridas.
Otras investigaciones estiman que un año académico de capacitación en un colegio comunitario aumenta los ingresos a largo plazo en aproximadamente un 8 % para los hombres mayores y un 10 % para las mujeres mayores. 
Los diferentes esquemas de incentivos vigentes en distintos países pueden suponer importantes diferencias en la empleabilidad y la recualificación de trabajadores mayores que han perdido su empleo, y condicionar su reingreso a la fuerza laboral. A veces la recualificación es parte del proceso de recolocación de los trabajadores de los que una empresa desea desprenderse. Otras veces sucede lo contrarioː la empresa desea mantener a una serie de trabajadores, pero necesita que dominen nuevas habilidades, por lo que los recualifica.
En ocasiones se ofrece recualificación como parte de programas de trabajo obligatorio para beneficiarios de ayudas sociales (workfare), que pueden incluir apoyo para transporte, cuidado de niños o una pasantía.